# Рим полный насилия
«Рим полный насилия» (итал. Roma a mano armata, дословный перевод — «Рим под прицелом») — итальянский криминальный боевик 1976 года в стиле еврокрайм, снятый режиссёром Умберто Ленци. В главных ролях снимались Маурицио Мерли, Томас Милиан, Мария Розария Омаджо, Иван Рассимов. Первоначально неоднозначно оценённый критиками, впоследствии фильм стал рассматриваться киноведами как важный этап в развитии жанра еврокрайм и вышел на экраны как раз в те годы, когда жанр находился на пике своей популярности.
В прокате фильм собрал больше полутора миллиардов итальянских лир. В США фильм вышел в прокат в кинотеатрах-грайндхаусах под названием «Брутальная Справедливость».

## Сюжет
Римский полицейский комиссар Леонардо Танци, известный своими крутыми нравами, охотится на крупного мафиози из Марселя Феррендера. По наводке от своего информатора, Танци совершает рейд в нелегальное казино в квартале Париоли. Не найдя там Феррендера, он задерживает гангстера Савелли, который предположительно связан с Феррендером. Адвокату удаётся добиться немедленного освобождения Савелли из-под ареста, из-за лазейки в законе. Впоследствии Савелли и его банда грабят банк, и в ходе ограбления погибает охранник. Это приводит комиссара Танци в бешенство. У него также возникают разногласия со своей девушкой Анной, работающей в ювенальном суде: двое малолетних подростков-грабителей, которых Танци арестовал на улице, были освобождены Анной из жалости, после чего они погибли под колёсами грузовика, предварительно ограбив пенсионера. Танци считает, что в отношении преступников нужно принимать более жёсткие меры, не позволяя им уходить от справедливости, пользуясь несовершенством правовой системы.
Танци решает подобраться поближе к Савелли: он наведывается на скотобойню, на которой работает мясником шурин бандита, калека-горбун Винченцо Моретто. Чтобы разговорить его, комиссар подбрасывает Моретто наркотики и доставляет в отдел полиции. Там он избивает горбуна, после чего тот, отпросившись в туалет, вскрывает себе вены. Винченцо попадает в больницу. Чтобы избежать внутреннего расследования, начальник особо отдела Руини переводит переводит Танци на бумажную работу: в отдел выдачи лицензий. В то же время банда Савелли похищает Анну, чтобы запугать комиссар. Её отвозят на мусорную свалку, где едва не раздавливают прессом в машине, после чего кладут ошеломлённой женщине патрон в руку. Танци навещает её в больнице и понимает, кому предназначалась пуля в руке Анны, и кто за этим стоит. Полицейский наведывается к Моретто и заставляет горбуна проглотить пулю, что тот и делает, даже не вздрогнув.
Работа на новой должности не нравится Танци, и он в свободное время занимается охотой на Савелли. Попутно он разбирается с бандой молодых представителей «золотой молодёжи», которым из-за их статуса и денег сходят с рук избиения и изнасилования. После драки с мажорами в баре, он преследует главного заводилу по имени Стефано, и после короткой погони убивает его. На следующий день Руини, заботящийся больше о репутации полиции Рима, чем о раскрываемости преступлений, хочет наказать Танци за самоуправство, но его другу, комиссару Франческо Капуто, удаётся защитить Танци. Руини назначает Капуто главным следователем по делу Феррендера и Савелли.
Некоторое время спустя полиция обнаруживает труп, зарытый в лесополосе, с характерной меткой марсельской мафии — изуродованной левой рукой. Это может указывать на заказной характер убийства и возможного заказчика, Феррендера. Танци просит Капуто сообщать ему о любых подвижках в деле, а сам отправляется арестовать наркоторговца Тони Паренцо, который может быть связан с мафией Феррендера. В ходе погони по крышам столичных домов, Тони берёт в заложники женщину и прикрываясь ей, уходит от преследователя. В квартире Паренцо обнаруживают героин и умершую от передозировку девушку, которую тот накачал наркотиками незадолго до прихода полицейского.
Анна встречается с Танци и сообщает ему, что берёт отпуск на работе и собирается уехать в Милан, считая что им лучше пожить некоторое время отдельно. Танци соглашается, после чего собирается отвезти Анну в аэропорт, однако внезапно замечает на улице Тони Паренцо. На этот раз Тони не удаётся уйти от комиссара, который избив наркоторговца, садит в машину и отвозит в укромное место под мостом. Он пытается выбить из Тони информацию, однако в момент когда тот собирается говорить, на мосту останавливается машина, из которой Паренцо убивают выстрелом в голову. Стрелком оказывается горбун Моретто. Вскоре после этого бандиты во главе с Савелли захватывают банк вместе с заложниками. Танци проникает в здание через систему вентиляции и убивает всех налётчиков, включая самого Савелли. Поскольку ни один из заложников не погиб, Руини признаёт эффективность Танци и восстанавливает его в должности комиссара особого отдела. Тот, в свою очередь, пускается в погоню за Моретто, который также участвовал в налёте на банк, но успел сбежать со всеми деньгами. Моретто уходит от погони, захватив машину скорой помощи и убив нескольких случайных прохожих.
Вскоре после этого Танци обнаруживает досье на Фердинандо Джераче, назойливого мужчины, с которым комиссар ранее встречался в отделе по выдаче лицензий. Выясняется, что Джераче был одним из заказчиков ограблений банды Моретто и Савелли, и именно он является арендатором свалки, где бандиты запугивали Анну. Танци также вспоминает, что неоднократно видел Джераче, в том числе недалеко от дома Тони Паренцо. Полицейские отправляются на его склад, купленный полгода назад и арестовывают сразу после встречи Джераче с горбуном.
Горбуну удаётся застать Танци врасплох и обезоружить комиссара. Он признаётся, что давно убил Феррендера и именно его труп нашли с изуродованной левой рукой. Горбун заряжает пистолет тем патроном, который Танци заставил его проглотить до этого. В этот момент комиссара спасает Капуто, который в итоге гибнет, пытаясь арестовать Моретто. Моретто пытается сбежать со склада, но в конце концов Танци настигает его и застреливает.

## В ролях
| Актёр                | Роль                                       |
| -------------------- | ------------------------------------------ |
| Маурицио Мерли       | комиссар полиции Леонардо Танци            |
| Томас Милиан         | Винченцо Моретто по прозвищу «Горбун»      |
| Мария Розария Омаджо | судья по делам несовершеннолетних Анна     |
| Иван Рассимов        | наркоторговец Антонио (Тони) Паренцо       |
| Джампьеро Альбертини | напарник Танци, комиссар Франческо Капуто  |
| Бьяджо Пеллигра      | главарь банды грабителей Савелли           |
| Артур Кеннеди        | квестор полиции Рима Руини                 |
| Лучано Катеначчи     | криминальный делец Фердинандо Джераче      |
| Фульвио Мингоцци     | сотрудник особого отдела полиции Колантони |
| Том Феллеги          | прокурор Бенатто                           |
| Орсо Мария Гуэррини  | французский мафиози Эммануэль Феррендер    |
| Лучано Пигоцци       | бандит, подручный Савелли и «Горбуна»      |
| Оттавиано Делль’Аква | один из насильников-«мажоров»              |

## Образы главных героев
Персонаж Маурицио Мерли подвергся жёсткой критике за свои взгляды: он сторонник жёстких мер в отношении подозреваемых в преступлениях, зачастую его методы жестоки или даже незаконны. В то же время «Горбун» в исполнении Томаса Милиана считался итальянскими зрителями антибуржуазным идейным персонажем, выходцем из пролетариата, ставящим под сомнения такие понятия, как семья, святость и государственная власть.  Противопоставление такого персонажа твердому и «фашистскому» инспектору заставило некоторую часть итальянской общественности в то время отождествлять себя с «Горбуном». Как рассказывал впоследствии сценарист Дардано Саккетти, на премьере фильма зрители даже освистали Маурицио Мерли, который вышел из зала в слезах.
Сам Умберто Ленци заявлял, что намеренно сделал своих персонажей такими, заранее продумав их образы и философию. Горбун был вдохновлён мясником, которого Ленци встретил в детстве; также история и мышление персонажа сходны с реально существовавшим главарём банды по имени Джузеппе Альбано по кличке Горбун, который в годы Второй мировой войны был героем-партизаном, а впоследствии стал гангстером в Риме и в конце концов был убит правоохранительными органами.
Прототипом Феррендера стал также реальный мафиози: Жак Беренгер из Марсельского клана преступной группировки, действовавшей между Францией и Италией в 1970-х годах.